# جوزيه بارسونز كوكي
جوزيه بارسونز كوكي (بالإنجليزية: Josiah P. Cooke)‏ هو كيميائي أمريكي، ولد في 12 أكتوبر 1827 في بوسطن في الولايات المتحدة، وتوفي في 3 سبتمبر 1894 في نيوبورت في الولايات المتحدة.